# Leucopis canthogena
Leucopis canthogena är en tvåvingeart som beskrevs av Tanasijtshuk 2003. Leucopis canthogena ingår i släktet Leucopis och familjen markflugor. Inga underarter finns listade i Catalogue of Life.